# Kolešinský vodopád
Kolešinský vodopád (makedonsky Колешински водопад) se nachází v jihovýchodní části Severní Makedonie, na severní straně pohoří Belasica, na dolním toku řeky Baba, v nadmořské výšce 610 m. Název má podle nedaleké vesnice Kolešino.
Voda vodopádu stéká několika prameny po žulovém kameni.
Se svojí výškou 15 metrů patří mezi nejvyšší vodopády na území země. Jeho šířka činí okolo 6 m. V jeho blízkosti (proti proudu) se nachází ještě několik menších vodopádů s výškou od 2 do 4 m. Voda z nich se vlévá do řeky Baba. Vodopád je hojně navštěvovaný; průměrně se k němu vydá denně okolo 400 až 500 turistů (mimo víkendu). 